# Eljas
Eljas ist ein westspanischer Ort und eine Gemeinde (municipio) mit nur noch 836 Einwohnern (Stand: 2024) im Nordwesten der Provinz Cáceres in der Autonomen Gemeinschaft Extremadura.

## Lage
Der Ort Eljas liegt im Quellgebiet des Río Erjas im Westen der Sierra de Gata nahe der Grenze zu Portugal und nur wenige Kilometer südlich der Grenze zur Provinz Salamanca (Kastilien und León) bzw. knapp 120 km (Fahrtstrecke) nordwestlich der Provinzhauptstadt Cáceres in einer Höhe von ca. 640 m; die alte Bischofsstadt Coria ist gut 50 km in südöstlicher Richtung entfernt. Das Klima ist gemäßigt bis warm, Regen (ca. 550 mm/Jahr) fällt hauptsächlich im Winterhalbjahr.

## Bevölkerungsentwicklung
| Jahr      | 1857 | 1900 | 1950 | 2000 | 2021 |
| Einwohner | 1577 | 1750 | 2234 | 1230 | 897  |

Der deutliche Bevölkerungsrückgang seit den 1950er Jahren ist im Wesentlichen auf die Mechanisierung der Landwirtschaft sowie auf die Aufgabe von bäuerlichen Kleinstbetrieben („Höfesterben“) und den damit einhergehenden Verlust an Arbeitsplätzen zurückzuführen.

## Wirtschaft
Auf den ausgedehnten Flächen der Umgebung werden hauptsächlich Rinder gezüchtet. Die zahlreichen Stein- und Korkeichen in der Umgebung dienen zur Schweinemast. Ackerbau ist nur in geringem Umfang möglich.

## Geschichte

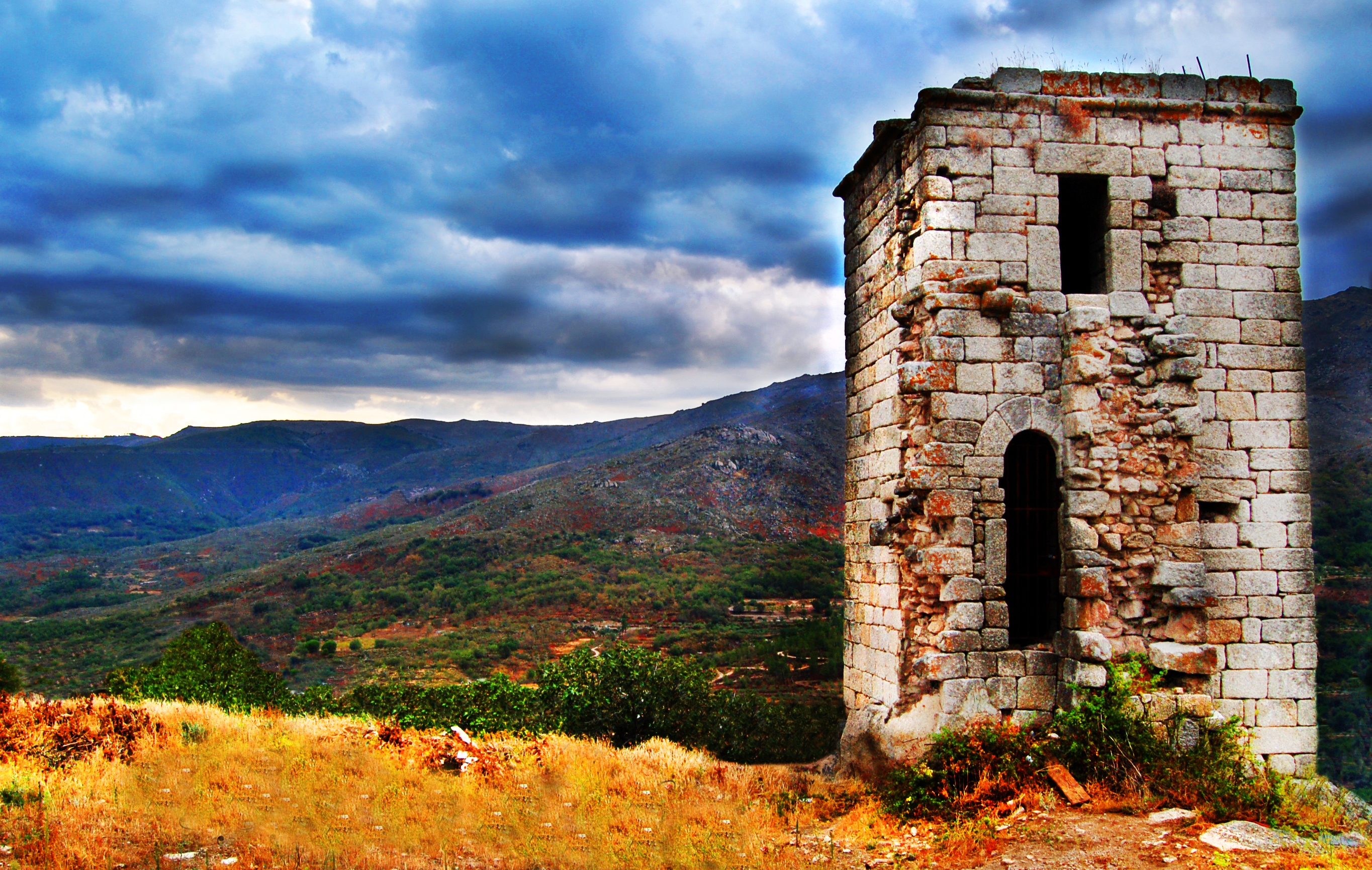
Burgruine (castillo) von Eljas

Wahrscheinlich war der Platz bereits in vorgeschichtlicher Zeit besiedelt; auch die den Kelten zugerechneten Vettonen sowie die  Römer, Westgoten und Mauren hinterließen Spuren. Nach der Rückeroberung (reconquista) durch die Christen unter der Führung Alfons’ VI. von León im Jahr 1074 kamen der Ort und sein Umland in den Besitz des Calatravaordens (siehe Stadtwappen). Das Gebiet wurde anschließend mit Christen aus dem Norden der Iberischen Halbinsel neu- oder wiederbesiedelt.

## Sehenswürdigkeiten
- Die kleine Iglesia de Nuestra Señora de la Asunción ist der Himmelfahrt Mariens geweiht. Sie hat keinen Glockenturm (campanario), sondern nur einen kleinen Glockengiebel (espadana).
- Ein dreigeschossiges Gebäude mit Turm und schmiedeeisernem Glockenkäfig beherbergt das Rathaus (ayuntamiento).
- Auf dem Platz davor steht ein Brunnen (fuente) mit rundem Becken.
- Die Ruine einer Burg des Alcántaraordens liegt auf einer Anhöhe im Nordwesten der Stadt.[4]

## Sonstiges
In Eljas ist manchmal noch das fala zu hören, ein spanisch-portugiesischer Mischdialekt mittelalterlichen Ursprungs. 